# موتوئوری هارونیوا
موتوئوری هارونیوا (به ژاپنی: (本居 春庭 Motoori Haruniwa); ۱۷ مارس ۱۷۶۳ – ۱۳ دسامبر ۱۸۲۸) زبان‌شناس، محقق کوکوگاکو اهل ژاپن بود.